# Nanostray
Nanostray est un shoot them up sorti sur Nintendo DS en 2005.

## Accueil
- Jeuxvideo.com : 13/20[1]